# Santissimo Rosario (Francavilla Fontana)

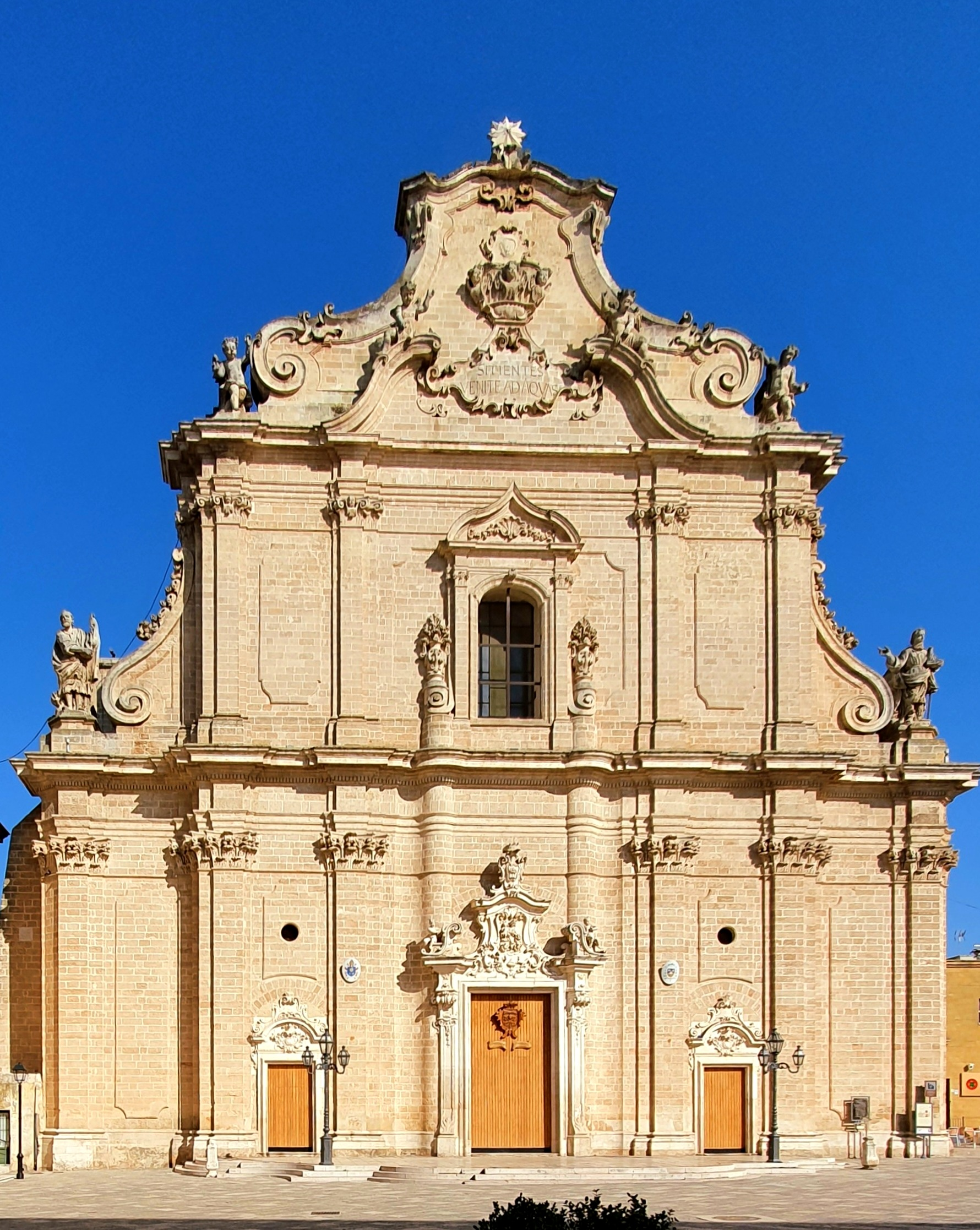
Stiftsbasilika Santissimo Rosario

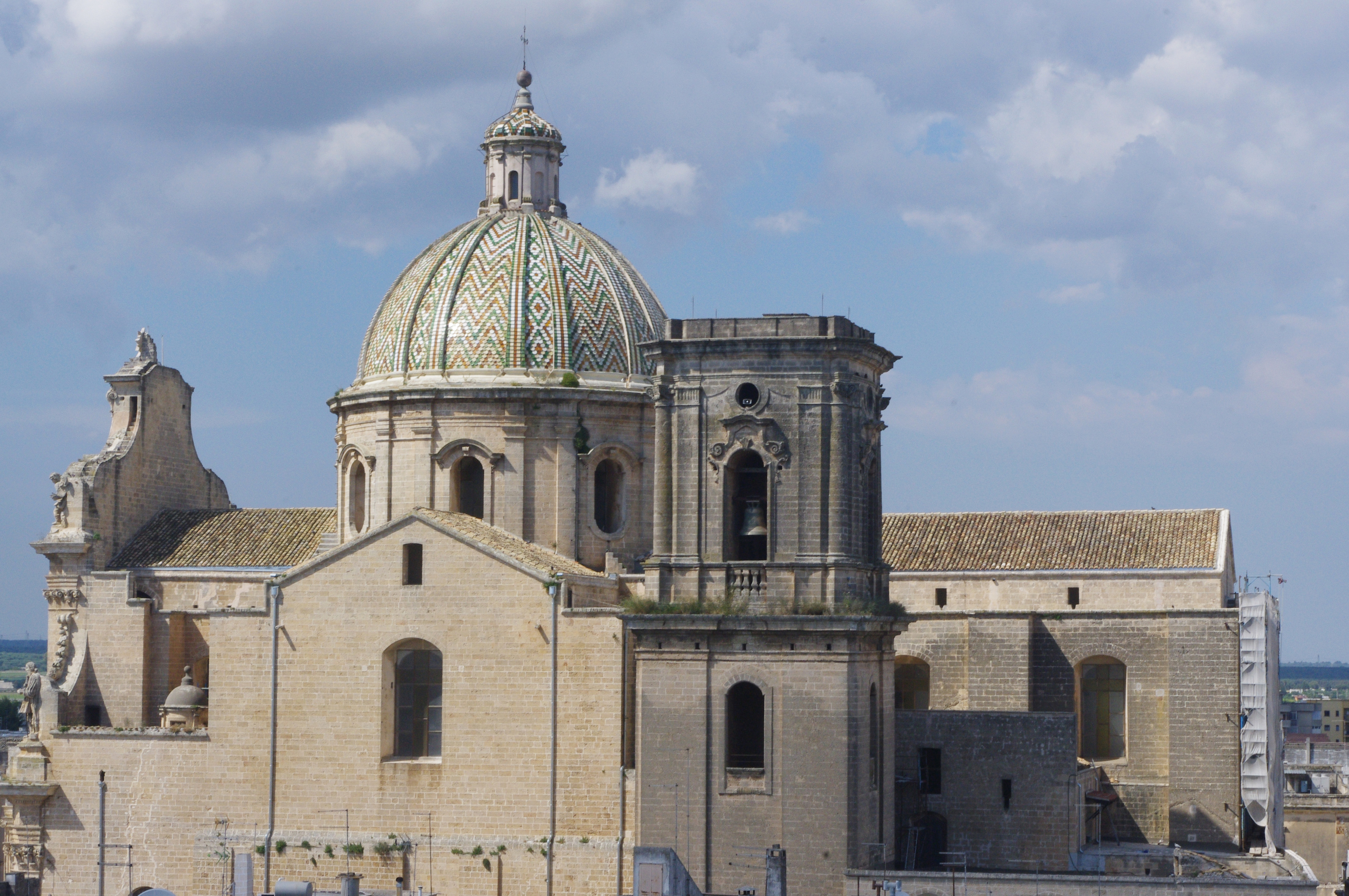
Seitenansicht

Die Stiftsbasilika Santissimo Rosario ist eine römisch-katholische Kirche im apulischen Francavilla Fontana, Italien. Die größte Kirche des Bistums Oria trägt den Titel einer Basilica minor. Das heutige barocke Gebäude mit der höchsten Kuppel des Salento mit einem Durchmesser von 13 Metern ist das Ergebnis eines Wiederaufbaus im Jahr 1743, nachdem ein Erdbeben einen Großteil der im 14. Jahrhundert errichteten Kirche zerstört hatte.

## Geschichte

### Die erste Kirche
Der Ursprung der Kirche ist der Überlieferung nach mit der Entdeckung einer byzantinischen Ikone mit dem Bild der Madonna am 14. September 1310 durch den Fürsten von Tarent, Philipp I., in der Nähe einer Quelle bei der Casale di San Salvatore verbunden. Unmittelbar nach der Entdeckung des Heiligenbildes ordnete der Fürst den Bau einer Kirche an der Stelle an, in der die Ikone aufbewahrt werden sollte.
Unter den verschiedenen lokalen Historikern, die sich zum Ursprung der Kirche äußern, behauptet Cäsar Theophilatus, dass bereits um 1300 an dieser Stelle eine Kirche existierte, die der heiligen Maria von Francavilla gewidmet war, die nach griechischem Ritus errichtet wurde und eine eigene Pfarrfunktion hatte und sich von den anderen Pfarreien in der Gegend unterschied. Er behauptet auch, dass die Taufe durch Untertauchen vollzogen wurde, wie das Taufbecken für die Kindertaufe im Atrium der Burg Imperiali bezeugt.
Um 1510 wurde die Kirche vergrößert, und damals befand sich das Hauptportal zwischen den heutigen Nischen von St. Laurentius und St. Joseph und reichte bis zum Altar von St. Anna, wo, umgeben von einer Pforte, die Wand erhalten ist, auf der das Gemälde stand. Erst 1552 erhielten Domenico di Brindisi und Stefano Salinaro den Auftrag, eine Kapelle für die Marienikone zu errichten, die mit verschiedenen Skulpturen geschmückt und von einem Eisentor umgeben war. 1560 wurden weitere Verbesserungen vorgenommen, und so wurde das neue Gebäude am 24. Februar 1572 von Figuerroa, dem Bischof von Brindisi und Oria, geweiht.
Im Jahr 1613 wurde eine neue Kapelle gebaut, um die Ikone zu beherbergen, die bis dahin auf einem hölzernen, von Eisengittern umgebenen Altar gestanden hatte; weitere Verbesserungen wurden 1615 vorgenommen.

### Wiederaufbau nach dem Erdbeben

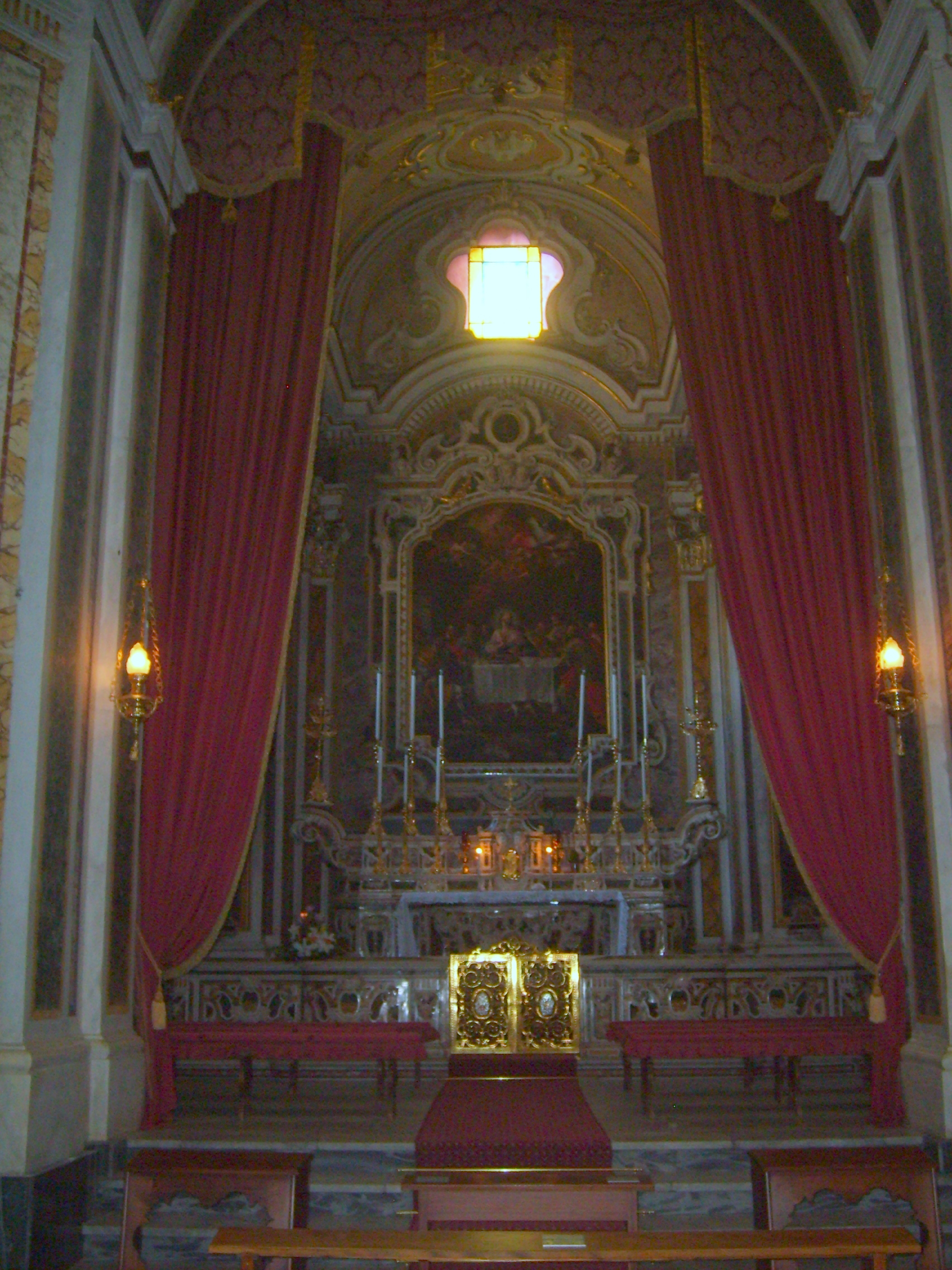
Kapelle des Allerheiligsten Sakraments

Das Erdbeben von 1743 beschädigte das Bauwerk so stark, dass es nicht mehr repariert, sondern neu errichtet wurde. Die gesamte Bevölkerung beteiligte sich an den Kosten für den Wiederaufbau, vom Fürsten, der mehr als die Hälfte der benötigten Summe spendete, über die Universität (die Beamten verzichteten auf ihre Gehälter), das Kapitel der Stiftskirche, bis hin zum Volk mit seinen Almosen.
Zur Überwachung des Baus, der von 1743 bis 1759 dauerte, wurde eine eigene Kommission ernannt, die mit Hilfe des Architekten Mauro Manieri und des Fürsten Michele Imperiali unter allen Vorschlägen ein Projekt aus Rom auswählte.
Die Baustelle wurde ein Jahr lang von Mauro Manieri und nach dessen Tod von Fra’ Benedetto delle Scuole Pie und Giuseppe di Lauro aus Manduria geleitet.
Am 15. August 1743 legten Michele Imperiali und seine Frau den Grundstein der neuen Kirche. Als symbolische Geste wurde ein Bleikästchen mit einer Münze, auf der Benedikt XII. abgebildet war, einer Medaille der Madonna del Fonte und einem Krug mit Öl in den Ziegelstein eingelassen. 1759 wurde die neue Kirche geweiht, obwohl sie noch nicht ganz fertiggestellt war (davon zeugt auch eine Gedenktafel an der rechten Wand des Chors).
Im Jahr 1764 beantragte das Kapitel bei der Universität, das beim Bau der Kirche übrig gebliebene Material für eine neue Sakristei und den Glockenturm zu verwenden. Trotz der Zustimmung der Universität wurden die Pläne nicht in kurzer Zeit verwirklicht: von 1778 bis 1784 wurde die Sakristei gebaut, während der Glockenturm erst 1791 (auf Kosten der Universität, nicht des Kapitels) nach dem ursprünglichen Entwurf von Manieri begonnen wurde, und nie fertiggestellt wurde, außer in den letzten Jahren im Endteil.
Nach der Fertigstellung des Gebäudes kam es zu einem Streit zwischen dem Domkapitel und der Universität, da beide das „ius patronatus“ beanspruchten. Im Jahr 1792 beschloss die Universität nach einem Treffen zwischen dem damaligen Bischof von Oria, dem Bürgermeister und den Abgeordneten des Kapitels, nur noch für die materiellen Bedürfnisse zu sorgen und auf geistliche Fragen zu verzichten. Im Jahr 1842 wurde die Kirche erneut als Stiftskirche bestätigt.

### Beschreibung
Über das Aussehen der Anjou-Kirche herrscht Uneinigkeit: Nach dem Stadtplan von 1643, der von dem Bildhauer Carlo Francesco Centonze di Francavilla gezeichnet wurde, sah das Gebäude wie eine romanische Kirche aus; nach dem Plan des Abtes Giovan Battista Pacichelli (enthalten in seinem Werk Il Regno di Napoli in prospettiva - Das Königreich Neapel in der Perspektive) hatte die Kirche eine strenge und elegante gotische Architektur.
Trotz der verschiedenen Restaurierungen im Laufe der Jahre blieben an der Fassade die große Rosette über dem Eingangstor, die Biforien an den Seitenwänden und der hohe Glockenturm mit seinen vier hohen Spitzen erhalten. Die alte Kirche, die aus der Zeit von 1310–20 stammt, hatte ursprünglich neun Altäre, vier rechts und vier links vom Hauptaltar, der der Madonna del Fonte gewidmet war, hinter der sich die von Eisengittern umgebene Grotte befand, in der das vom Fürsten von Tarent entdeckte byzantinische Fresko angebracht war. Die Seitenkapellen waren nach alten Dokumenten, von rechts beginnend: die des Ehrwürdigen, in der sich ein kristallener Tabernakel des Allerheiligsten befand, die des Apostels Petrus, die des Heiligen Cataldo und die des Heiligen Kreuzes von Jerusalem, in der eine große Reliquie verehrt wurde, die ein Fragment des Kreuzes Christi enthielt, von links dagegen die Altäre des Heiligen Abtes Antonius, des heiligen Franz von Paola, der Muttergottes der Gnaden und des heiligen Andreas.

## Heutige Kirche
In mancher Hinsicht ähnelt die Struktur der Fassade den römischen Kirchen Il Gesù und Sant’Ignazio. Die Bewegung der Pilaster in Verbindung mit den korinthischen Kapitellen erzeugt einen „plastischen“ Effekt, der der Fassade ein wellenförmiges Aussehen verleiht. Generell weist die Gestaltung der Fassade zahlreiche Affinitäten zu den verschiedenen Projekten von Vignola, Borromini und Barigioni auf, wodurch sie den römischen Barockkirchen ähnlicher ist als den Kirchen in den Nachbarstädten, die stattdessen stärker vom Lecceser Barock beeinflusst wurden.
Der Innenraum wird durch drei Türen betreten: Die beiden seitlichen, die von gemischten Tympana überragt werden, haben eine einfache, mit Rundsteinen eingefasste Linie, an die sich eine geschwungene Volute anschließt. Das zentrale Portal ist komplexer strukturiert und reich an Zierelementen: Es wird von in die Wand eingelassenen Halbsäulen eingefasst, die mit Akanthusblättern verziert sind, die Vorderseite der Pilaster ist mit zierlichen Kragsteinen besetzt, die sich auch an den Seitenwänden und am Gebälk fortsetzen. Diese tragen gestreifte und vorspringende Gesimse, auf denen zwei große Voluten ruhen, die wiederum zwei Putten tragen, die schräg angeordnet sind, um die Bewegung der Voluten zu betonen. In der Lünette, die aus einem zerbrochenen Tympanon geschnitzt ist, auf dessen mittlerem Teil ein Schild mit dem Stadtwappen ruht, ist auch das Bild der Brunnenmadonna in ein Gewirr von Zierelementen eingefügt. Diese Konzentration der Elemente trägt dazu bei, dem zentralen Körper einen größeren vertikalen Schwung zu verleihen. Die untere Ordnung wird durch ein leeres Gebälk vervollständigt, das mit einem vorspringenden, mit Zinnen verzierten Gesims abschließt, dessen griechisches Motiv die horizontalen Gliederungen hervorhebt, ohne die vertikalen zu opfern. Auf einem Sockel, der die untere Ordnung symmetrisch wiederholt, steht die obere Ordnung, die durch die üblichen Pilaster, die mit an Borromini erinnernden Kompositkapitellen verziert sind, in drei Felder unterteilt ist.
Die gesamte Fassade mit ihrem kontinuierlichen Bezug auf den römischen Kulturkanon markiert einen entscheidenden Wendepunkt in der architektonischen Tradition des Salento, der die Kathedrale von Oria und die Hauptkirche San Martino von Martina Franca deutlich beeinflusst hat.

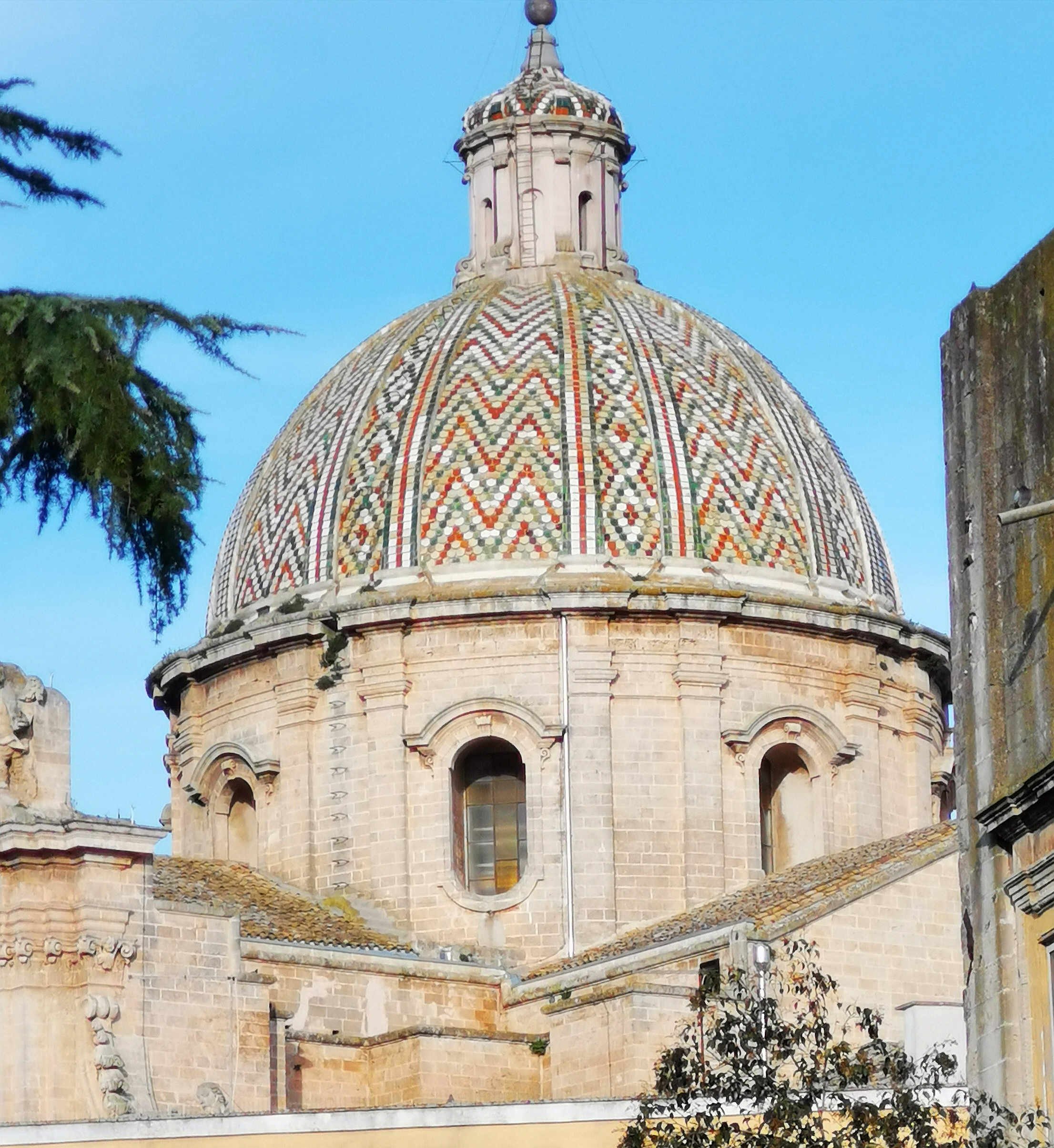
Kuppel

Die Kuppel ist die höchste im Salento und schließt mit einer Laterne. Es ist außen mit polychromen Majolikafliesen verkleidet, die an die neapolitanische Dekorationstechnik erinnern, und steht auf einem hohen, von Doppelpilastern geprägten Tambour mit acht großen Fenstern. Im Inneren des Tambours heben dekorative Motive die architektonischen Linien hervor. Im Jahr 2006 wurde es konservativ restauriert und statisch konsolidiert.

### Innenarchitektur

Innenplan der Stiftskirche

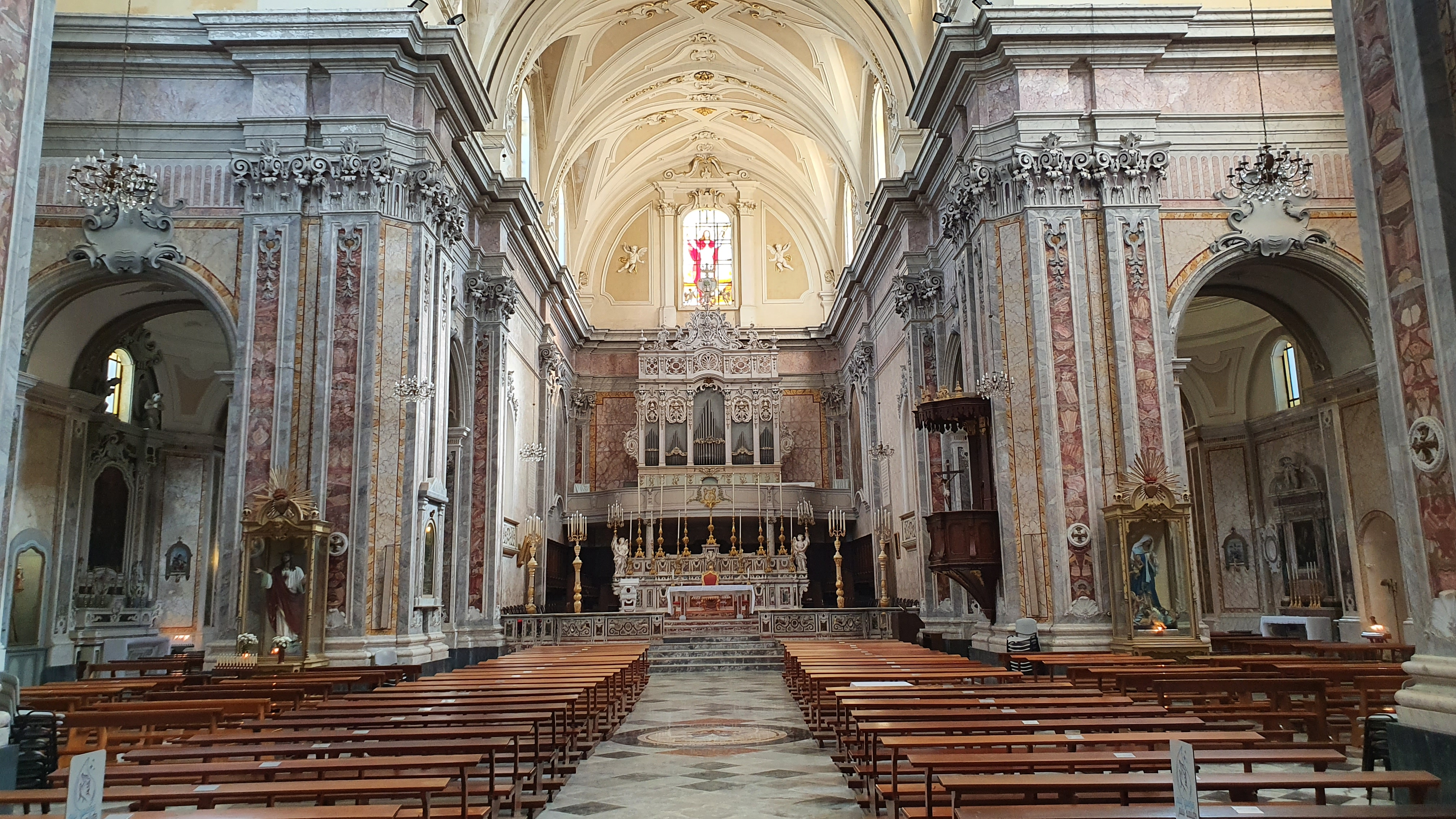
Innenraum

Die Kirche hat einen gewölbten Grundriss mit drei Schiffen auf einem griechischen Kreuz, der sich im Chor fortsetzt. Dieses Strukturmodell ist als seltenes Beispiel in den Kirchen des Salento aus dem 17. und 18. Jahrhundert zu betrachten, die fast alle in Form eines lateinischen Kreuzes angelegt waren.
Vier große Säulen, die aus paarigen Pilastern bestehen, erleichtern die Masse, begrenzen die Seitenkapellen des Kirchenschiffs und stützen die Bögen und Pendentifs, die die Kuppel umschließen. Die gleiche Anordnung der rundbogigen Pfeiler, die die Kapellen in den Seitenschiffen voneinander trennen, unterstreicht die zentrale Anlage.

### Querschiff und Kuppel

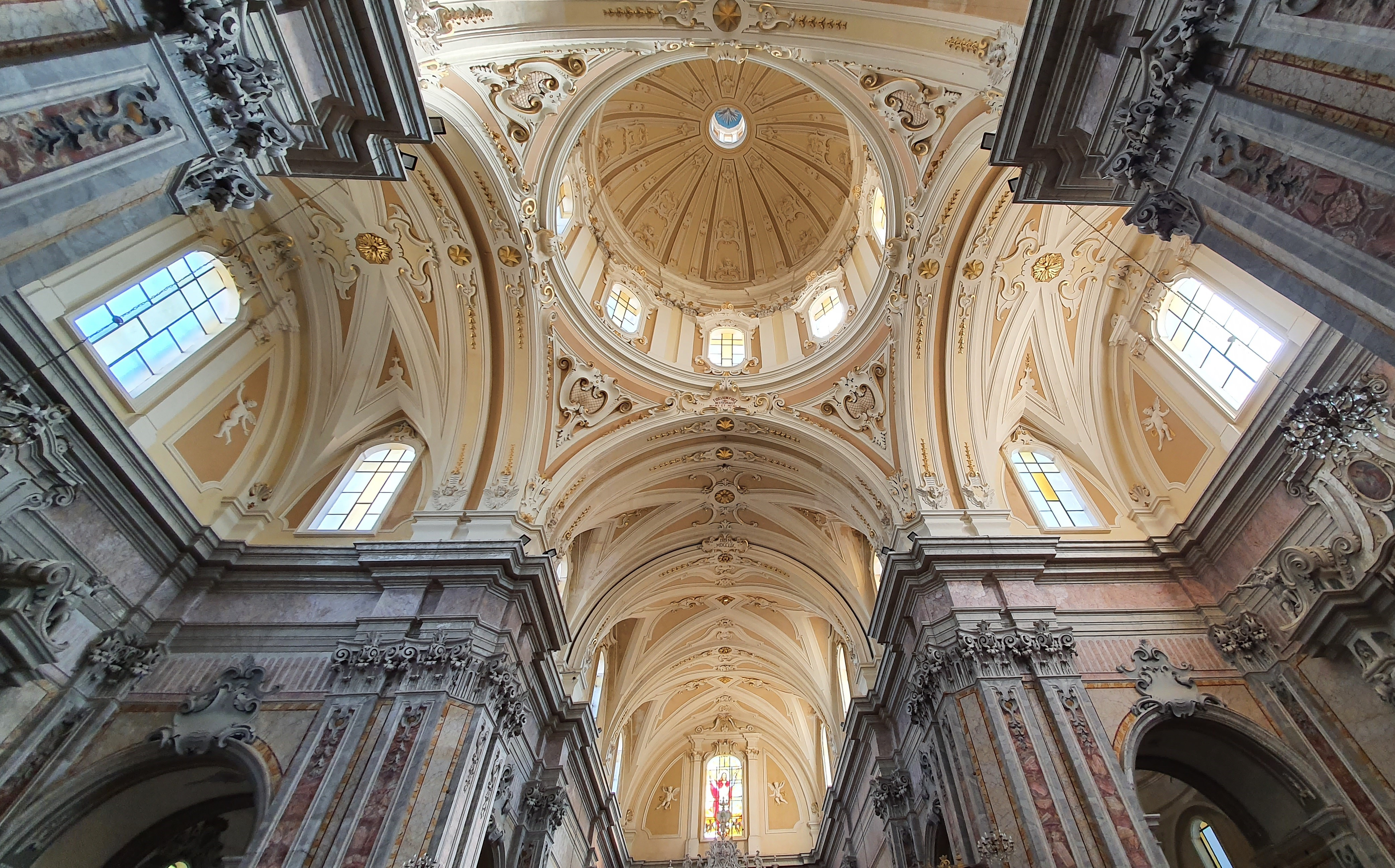
Innenkuppel

Die beiden Seitenkapellen, die dem Eingang folgen und dem heiligen Josef und den Seelen im Fegefeuer (die rechte) und dem heiligen Rochus (die linke) gewidmet sind, wurden um Apsiden erweitert, in denen sich der Josefsaltar und das Taufbecken aus dem Jahr 1864 befinden. Die Kapellen der heiligen Anna (1910 aus dem Schloss verlegt) und der Schmerzensmutter haben die gleiche Form wie die vorherigen und enden mit dem Eingang zu den Kapellen der Muttergottes vom Brunnen und des Allerheiligsten Sakraments, der drei Stufen über den Seitenschiffen liegt. Sie haben einen rechteckigen Grundriss mit einem von der Wand zurückgesetzten Altar, auf dem in der Kapelle des Brunnens die antike Ikone der Jungfrau mit dem Kind steht.

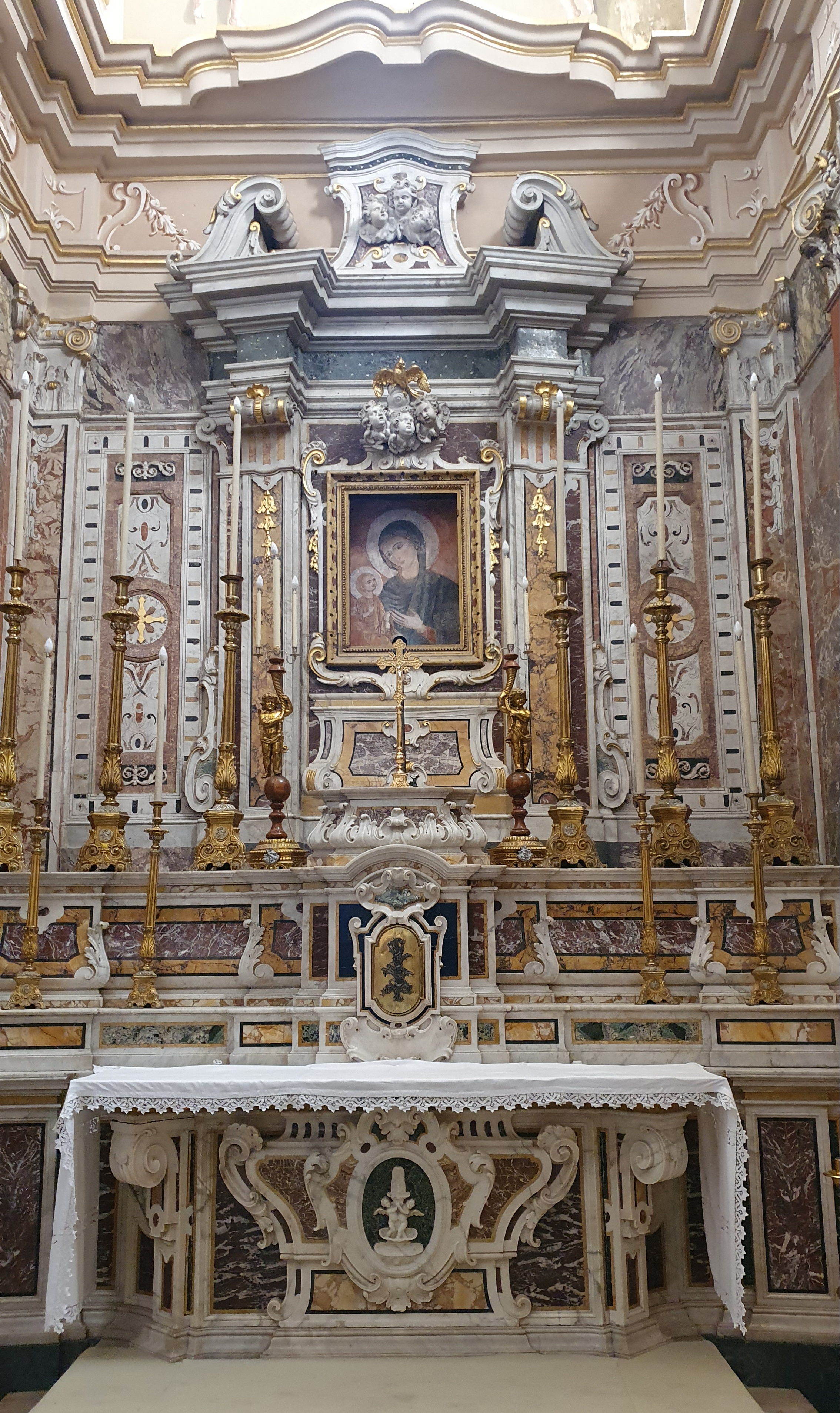
Altar der Madonna della Fontana

Der Altar der Madonna wurde 1773 bei dem neapolitanischen Marmorschneider Domenico Tucci, der bereits 1771 den Marmorprospekt in der Kapelle von San Cataldo geschaffen hatte, in Auftrag gegeben. Das Modell des Altars, sowohl aus Marmor als auch aus weniger wertvollen Materialien, wurde in vielen anderen Kirchen nachgebaut.
Der Hochaltar (an den Seiten von zwei Engeln mit Füllhorn geschmückt) und die Marmorbalustrade stammen dagegen aus der alten Kirche San Francesco d'Assisi, die sich an der Stelle befindet, an der heute die dem heiligen Alfonsus Maria de’ Liguori gewidmete Kirche steht. Hinter dem Altar befinden sich das hölzerne Chorgestühl und die Orgel, die sich auf einem von Säulen getragenen Zwischengeschoss aus dem 20. Jahrhundert befindet.

### Innenausstattung

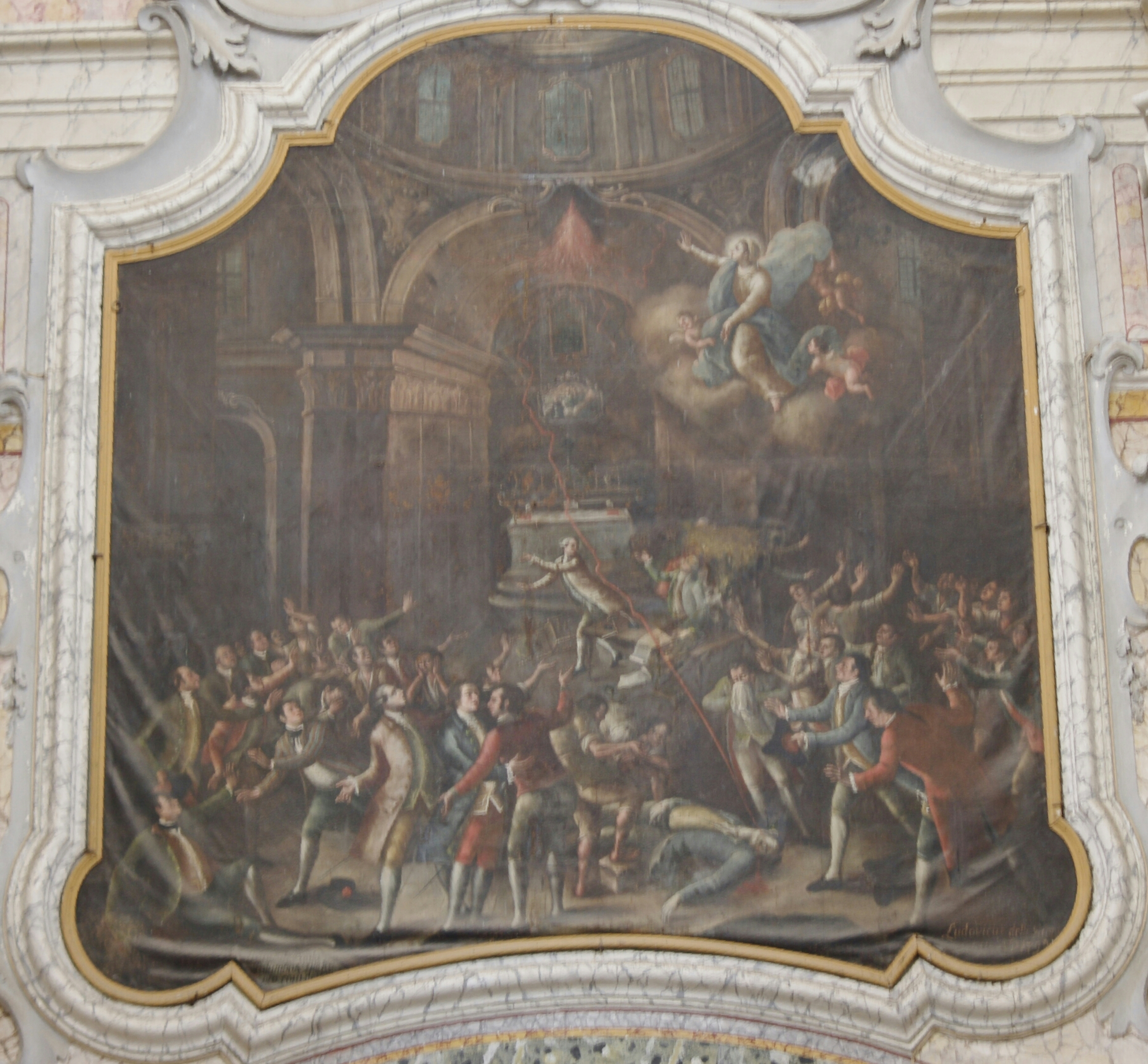
Der Fall des Blitzes, von Ludovico Delli Guanti

Die Innendekoration der neuen Kirche wurde mit Stuck, von Engeln entrollten Schriftrollen und geschwungenen Voluten ausgeführt, die anschließend mit Farben und Vergoldungen für einen verfremdeten Barockgeschmack beschwert wurden. Bescheidener ist der Beitrag der malerischen Dekoration, die Domenico Carella, Ludovico Delli Guanti, Künstlern der solimenesker Gestaltungskultur und der Malerin Francesca Forleo-Brayda anvertraut wurde.
Die Gemälde aus der alten Kirche konnten im Gegensatz zu anderen Gegenständen nicht erhalten werden und wurden ersetzt. In der Gegenfassade an der Haupttür befindet sich La caduta del fulmine (Der Blitzschlag), ein Gemälde von Ludovico Delli Guanti, das an das Ereignis vom 28. März 1779 erinnert, das als Wunder angesehen wird, weil während einer Kontroverse, die zu schweren Beleidigungen führte, die in der Kirche während einer Verwaltungssitzung ausbrach, ein Blitz Angelo Candita tötete, der zu denjenigen gehörte, die den heiligen Ort am meisten beleidigt und beschimpft hatten.
In der Josefskapelle befindet sich über dem Altar das Gemälde der Seelen im Fegefeuer und in der Apsis das der Heiligen Familie, beides Werke von Domenico Carella. Außerdem gibt es eine Statue aus Pappmaché, ein Werk von Vincenzo Zingaropoli, die den Heiligen darstellt, dem die Kapelle gewidmet ist, und eine Statue, die den heiligen Laurentius zeigt. Letztere wurde am Abend des 9. August vom Kapitel in einer Prozession zur ländlichen Kirche des heiligen Laurentius getragen, die inzwischen in der Umgebung vergrößert wurde und heute die Pfarrkirche eines großen Viertels ist, das den Namen des Heiligen trägt.
Im Querschiff, ebenfalls auf der rechten Seite, befindet sich auf dem Johannes-Altar ein Gemälde der Jungfrau Maria mit Johannes dem Täufer und dem Märtyrer Laurentius, ebenfalls von Domenico Carella. Hinter dem Querschiff befinden sich ein Altar und eine Leinwand, die beide der heiligen Anna gewidmet sind und früher zur Burg gehörten. Bevor man zu diesem Altar gelangt, kann man eine prächtige, erst in moderner Zeit errichtete Statue des heiligen Pio von Pietrelcina und einen Schrank mit einer herrlichen Statue der Unbefleckten Empfängnis von Armando Morrone bewundern.
An der linken Wand sind Gemälde zu sehen, die die Entdeckung der byzantinischen Ikone und das Ergrünen der Olivenbäume darstellen, ein weiteres Wunder, das sich am 24. Januar 1458 ereignete, als die Gottesmutter nach einem starken Schneefall, der die Olivenbäume in der Umgebung der Stadt irreparabel geschädigt hatte, dafür sorgte, dass sie ergrünten und reichlich Oliven produzierten. Am 24. Januar finden zahlreiche Feierlichkeiten statt, von denen die letzte, die feierlichste vom Diözesanbischof zelebriert wird und an der der Klerus der Stadt teilnimmt. Unter dieser Leinwand befindet sich in einer Wandvitrine eine Holzstatue der Madonna del Fonte, eine neapolitanische Skulptur.
Links vom Altar befindet sich ein Gemälde der hölzernen Statue der Brunnenmadonna; an den Seitenwänden sind zwei große Gemälde von Carella zu sehen: die Übergabe der Schlüssel und die Schlacht von Lepanto. Hinter dem Chor befindet sich in einem verschlossenen Schrank eine prächtige Pappmaché-Statue der Madonna von Pompei, die leider während des Jahres nicht zu sehen ist, aber vom 29. April bis 8. Mai anlässlich der Novene zu ihren Ehren und des Festes ausgestellt wird. Die Kanzel ist ganz aus reich eingelegtem Holz gefertigt und lehnt sich an den Pfeiler; dahinter befindet sich der Schrank mit der Statue der Unbefleckten Empfängnis, ein Werk von Armando Morrone.
In der Kapelle des Allerheiligsten Sakraments befinden sich an der hinteren bzw. rechten Wand die Gemälde des Letzten Abendmahls und des Melchisedek, die beide Carella zugeschrieben werden. Hinter diesem Altar befindet sich der Sitz der ehrwürdigen Bruderschaft vom Allerheiligsten Sakrament, der ältesten der Stadt und der Diözese.
In der Kapelle Unserer Lieben Frau von den Schmerzen hingegen befindet sich auf dem Altar die Leinwand mit der Kreuzabnahme; in zwei gegenüberliegenden Nischen vor dem Querschiff stehen die Statuen der Trostlosen, die in ungeraden Jahren am Karfreitagmorgen in Prozession getragen wurden, und die Statue Unserer Lieben Frau vom Rosenkranz, eine sehr alte Statue auf einem Stab. Am Querschiffaltar befindet sich ein weiteres großes Gemälde, das ebenfalls Carella zugeschrieben wird und die heiligen Orontius und Karl Borromäus darstellt. Neben diesem Altar befindet sich in einem Schrank eine prächtige Statue des Heiligsten Herzens Jesu.
Vor der Kapelle des heiligen Rochus befinden sich in zwei Schränken die Pappmaché-Statuen des heiligen Joachim und des heiligen Rochus, letztere ein Werk von Pietro Paolo Pinca, und auf dem Wandaltar der Kapelle befindet sich eine Leinwand mit der Darstellung des heiligen Rochus; in der Apsis, die die Kapelle verlängert, befindet sich ein Taufbecken aus Marmor aus dem Jahr 1867 und eine herrliche Holzstatue des gekreuzigten Christus, die kürzlich von einem Bildhauer aus Franciacavilla gestiftet wurde.
Die in der Basilika aufbewahrte Krone der Madonna del Fonte, die von einem örtlichen Goldschmied angefertigt wurde und auf das Jahr 1529 datiert ist, ist ein Werk der Renaissance. Es wurde vom Bürgermeister während der Feiern vom 24. Januar und 14. September, dem Fest Unserer Lieben Frau vom Brunnen, gestiftet. Auf dem Boden des Kirchenschiffs befindet sich das Symbol der Basilika, das am 24. Januar 2019 während des Pontifikalamts zum Fest Unserer Lieben Frau vom Brunnen gesegnet wurde. Auf der linken Seite, ebenfalls im Kirchenschiff, befindet sich vor dem Eingang zum Chor die Statue der Muttergottes des Friedens in einer erhöhten Nische.